# Provincia de las Tierras Altas Occidentales
La Provincia de Tierras Altas Occidentales es una de las veintidós provincias del Estado Independiente de Papúa Nueva Guinea. La ciudad capital de la provincia es la ciudad de Mount Hagen.

## División para crear la provincia de Jiwaka
En julio de 2009, el Parlamento aprobó una ley para crear dos nuevas provincias en 2012. Una de ellas se crearía eliminando el distrito de Jimi, el distrito de North Waghi y la parte de South Waghi del distrito de Anglimp-South Waghi de la provincia de las Tierras Altas Occidentales para formar la nueva provincia de Jiwaka. «Jiwaka» es un acrónimo que combina las dos primeras letras de Jimi, Waghi y Kambia.
La provincia de Jiwaka se creó oficialmente el 17 de mayo de 2012.

## Geografía
La superficie de esta división administrativa es de 8.500 kilómetros cuadrados.

## Población
En la provincia viven unas 440.025 personas. Considerando la superficie del territorio que abarca, la densidad poblacional es de 51,8 habitantes por kilómetro cuadrado.

## Economía
El café y el té son cultivados en las tierras altas occidentales, siendo éstas las fuentes de ingresos económicos más significativas de la provincia de Tierras Altas Occidentales.

## Distritos
Esta provincia se encuentra fraccionada en varios distritos, a saber:
- Anglimp-South Waghi District
- Dei District
- Mount Hagen District
- Mul-Baiyer District
- Jimi District
- North Waghi District
- Tambul-Nebilyer District